# Alonella diaphana
Alonella diaphana är en kräftdjursart som först beskrevs av King 1853.  Alonella diaphana ingår i släktet Alonella och familjen Chydoridae. Inga underarter finns listade i Catalogue of Life.